# 等产量曲线
等产量曲线（isoquant），表示在技术水平不变的条件下，生产同一产量的两种生产要素投入的所有可能性的组合。等产量曲线与原点的距离的大小表示产量水平的高低，离原点越远代表产量水平越高。
個體经济学术语，在该曲线上，尽管生产要素配比不同，但产出相同。

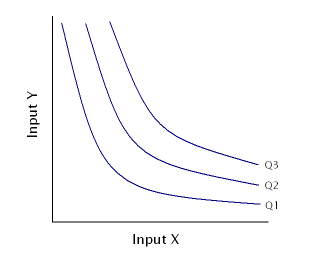
等产量曲线图，其中产出量 Q3 > Q2 > Q1. 典型的选择是劳动为投入X，资本为投入Y，两者投入更多的话则产出更高。

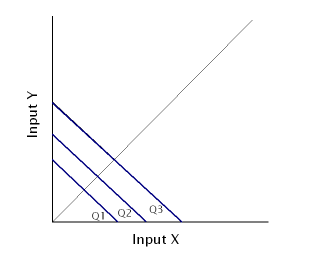
A) 投入两者完全替代的情况

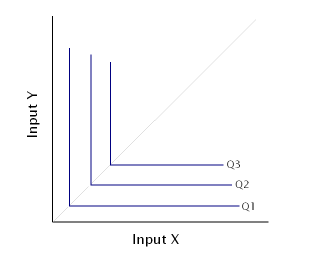
B) 投入两者完全互补的情况

## 性质
1.正常的等产量线凸向原点。它表示随着一种生产要素每增加一个单位，可以替代的另一种生产要素的数量将逐次减少。等产量线一般具有凸向原点的特征，这一特征是由边际技术替代率递减规律所决定的。
2.由于边际技术替代率为负，所以正常的等产量线是递减的。